# Nord-Varangers kommun
Nord-Varangers kommun (norska: Nord-Varanger kommune) är en tidigare kommun i Finnmark fylke i norra Norge.

## Administrativ historik
Vadsø formannskapsdistrikt bildades 1838 enligt Formannskapslovene från 1837 och omfattade bland annat detta område. Man skilde då mellan Vadsø köpstad och Vadsø landssocken, även om de i kommunal mening utgjorde en enhet med gemensam kommunledning fram till den 1 januari 1894, då landsocknen tog namnet Nord-Varanger och blev en egen kommun med 1.296 invånare.
Nesseby kommun avskiljdes 1839, inlemmades 1859 och utskiljdes igen 1864. Sør-Varangers kommun avskiljdes 1858.
Den 1 januari 1964 sammanslogs Nord-Varanger med Vadsø till den nya Vadsø kommun. Nord-Varanger hade vid sammanslagningen 1 587 invånare och en yta på 1 253 kvadratkilometer.

## Bildgalleri

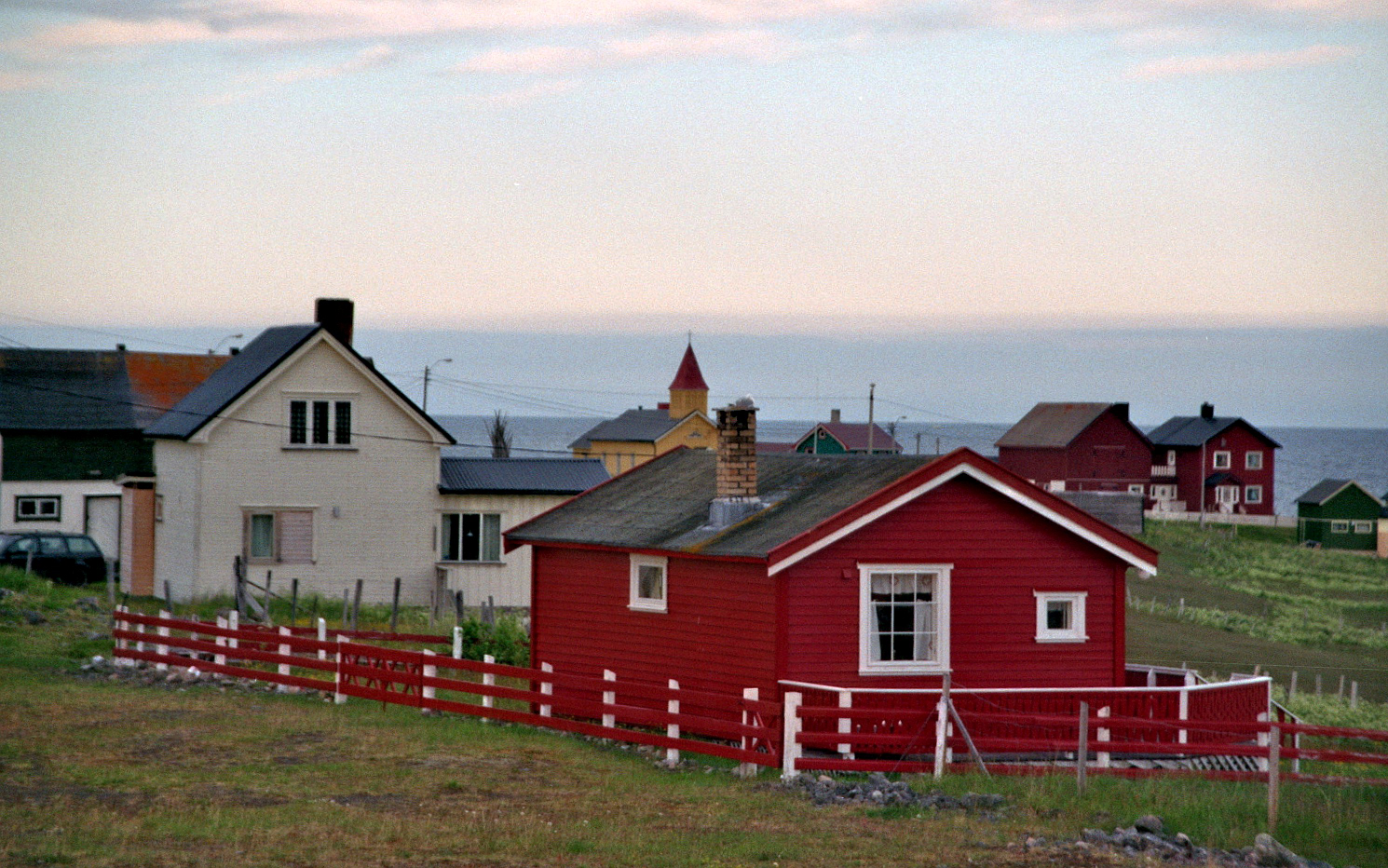
Skallelv.
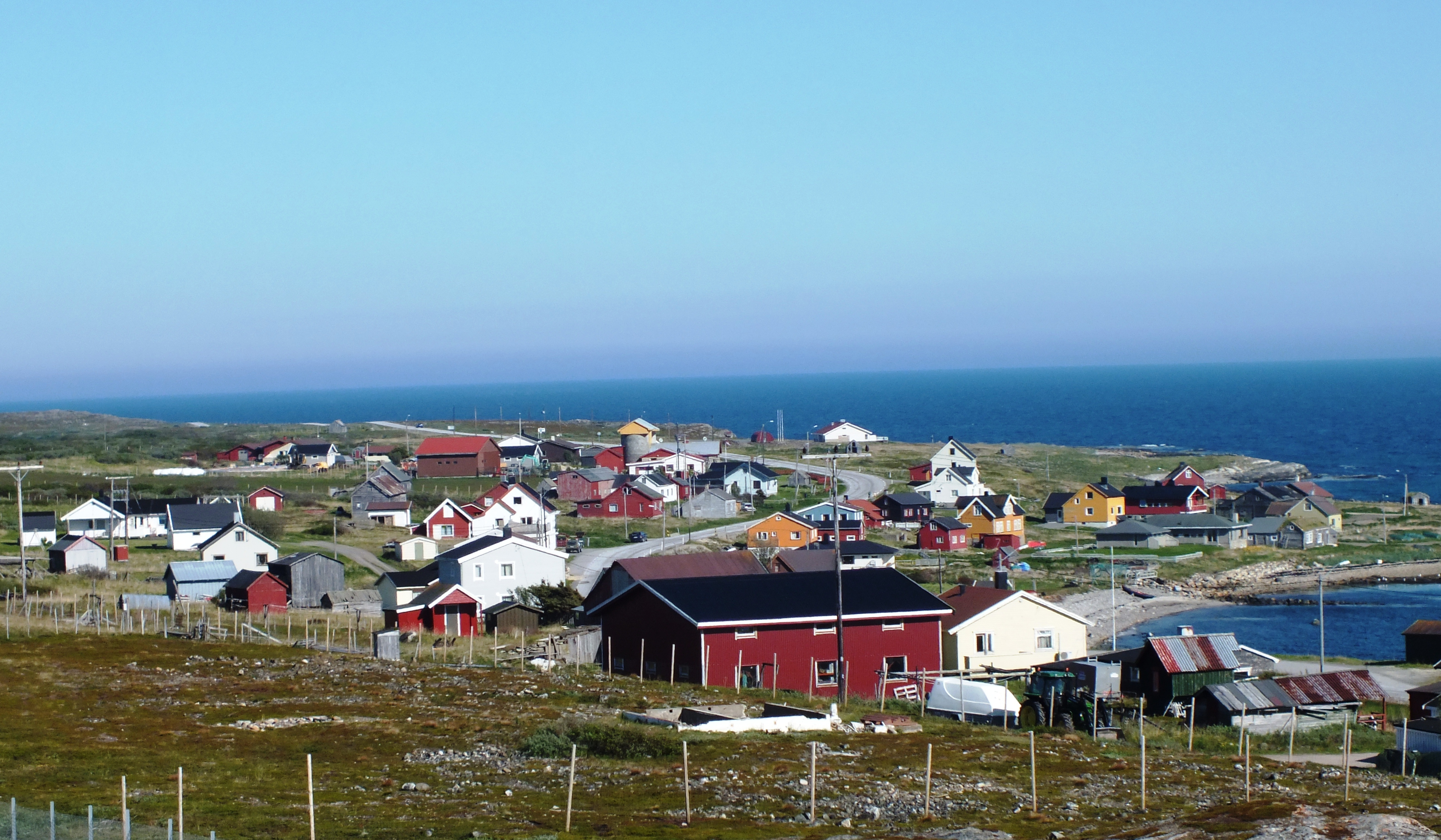
Kiby.
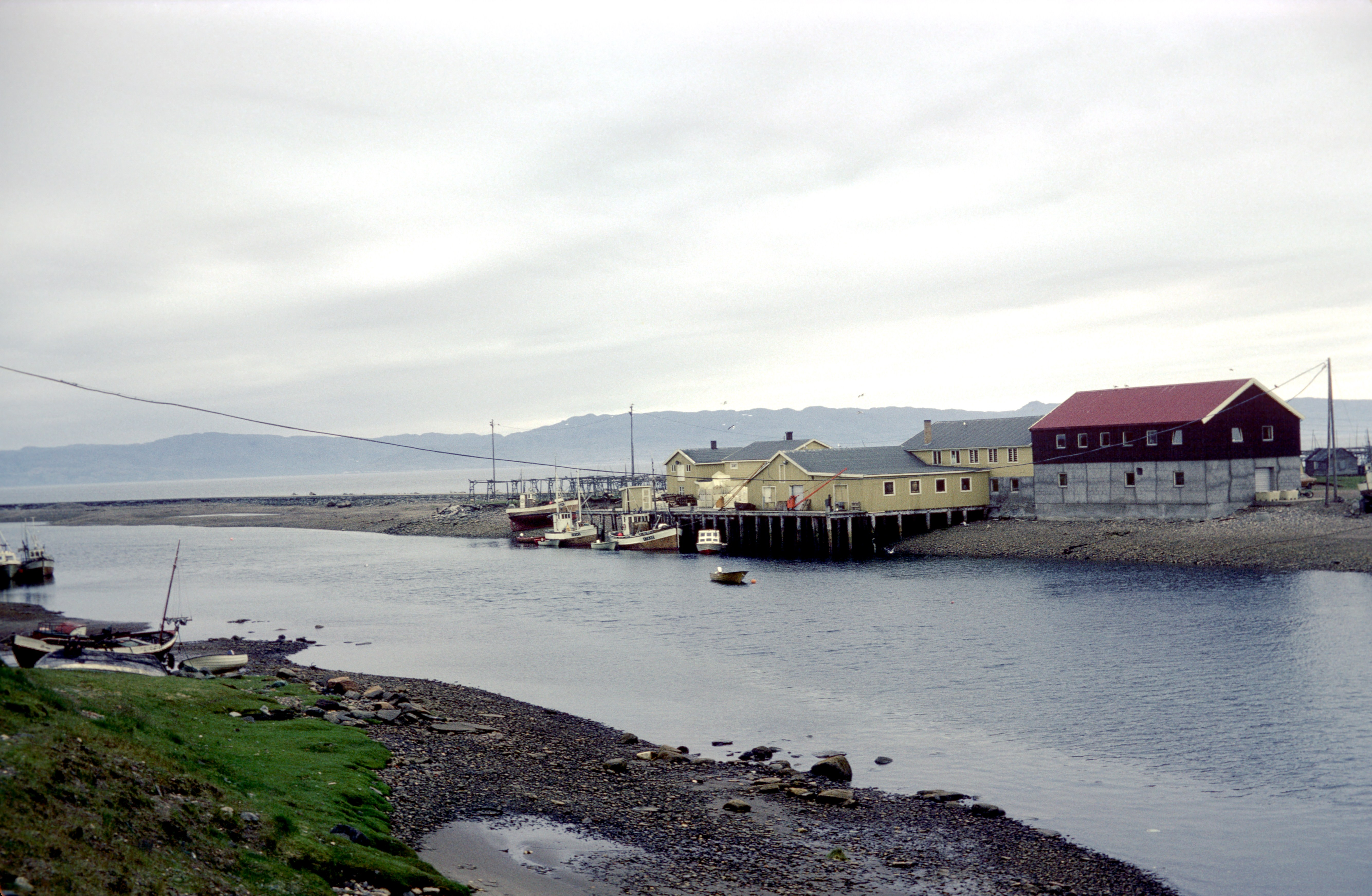
Vestre Jakobselv.
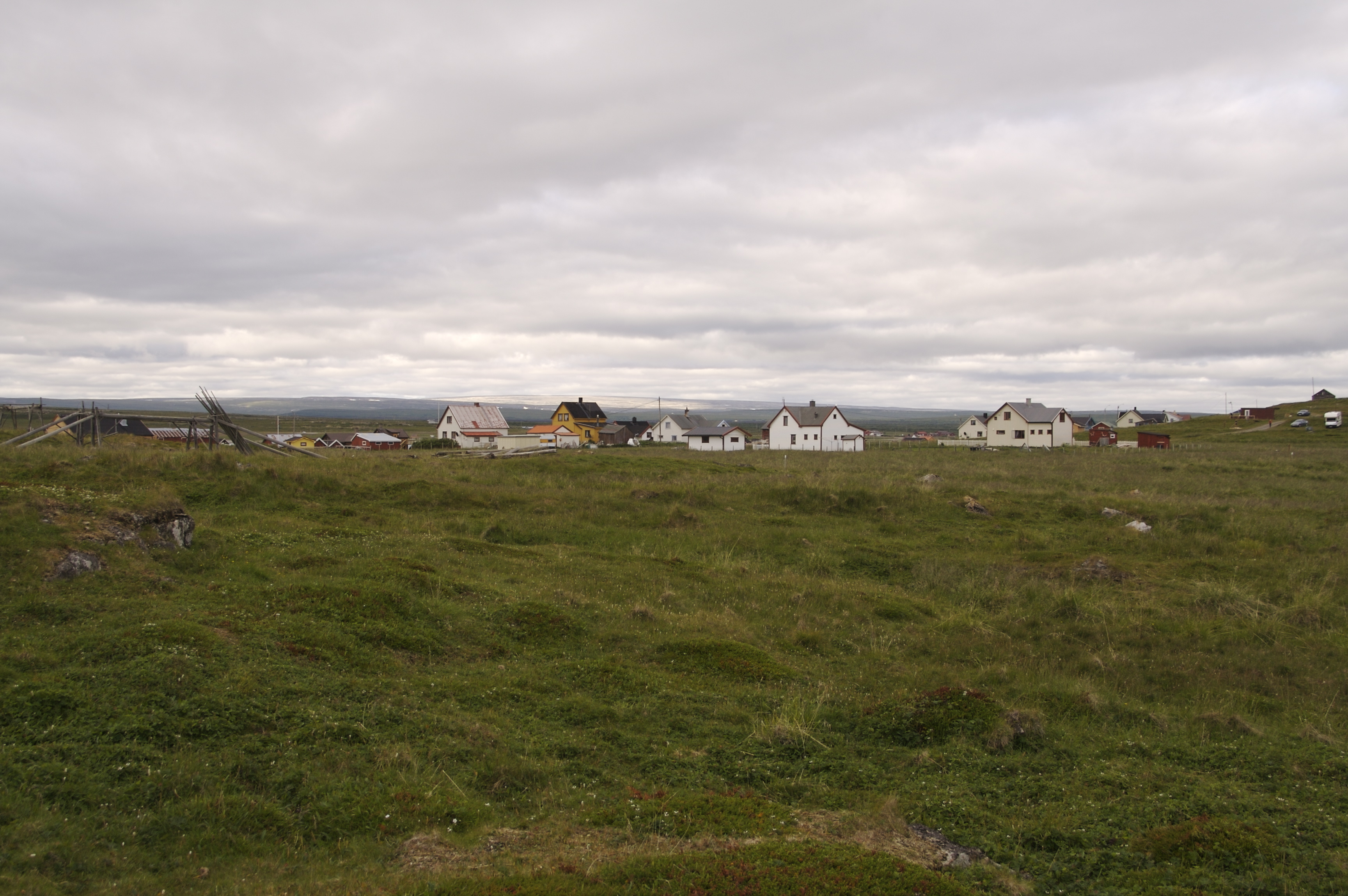
Ekkerøy.